# قسم الله عبد الله رصاص
قسم الله عبد الله رصاص، (بالإنجليزية: Gismalla Abdalla Rassas)‏ (1932-2013) كان سياسيًا من جنوب السودان وعضوٌ في حركة تحرير جنوب السودان، كما كان الرئيس قبل الأخير للمجلس التنفيذي الأعلى لمنطقة جنوب السودان ذاتية الحكم، حيث خدم في الفترة من 5 أكتوبر 1981 حتى 23 يونيو 1982. لقد خلفه جوزيف جيمس تومبورا.